# (198110) Heathrhoades
(198110) Heathrhoades est un astéroïde de la ceinture principale.

## Description
(198110) Heathrhoades est un astéroïde de la ceinture principale. Il fut découvert le 17 septembre 2004 à Wrightwood par James Whitney Young. Il présente une orbite caractérisée par un demi-grand axe de 2,57 UA, une excentricité de 0,22 et une inclinaison de 4,1° par rapport à l'écliptique.

## Compléments